# CONCACAF Futsal Championship 2004
Il CONCACAF Futsal Championship 2004, disputato dal 23 luglio al 1º agosto 2004 a Heredia, in Costa Rica, è stato il terzo campionato nordamericano per selezioni nazionali maschili di calcio a 5.
Il torneo ebbe validità anche come fase di qualificazione al campionato del mondo in programma nello stesso anno: le due finaliste avrebbero rappresentato la CONCACAF alla rassegna irridata di Taiwan. Nella fase finale furono gli Stati Uniti a vincere il trofeo battendo i cubani ed estromettendo in semifinale i padroni di casa.

## Girone A
|                   | Risult. |                   | Città e data  |
| ----------------- | ------- | ----------------- | ------------- |
| Messico           | 6 - 4   | Trinidad e Tobago | Heredia 23.07 |
| Costa Rica        | 13 - 1  | Suriname          | Heredia 23.07 |
| Suriname          | 5 - 6   | Messico           | Heredia 25.07 |
| Costa Rica        | 6 - 1   | Trinidad e Tobago | Heredia 25.07 |
| Trinidad e Tobago | 7 - 4   | Suriname          | Heredia 27.07 |
| Costa Rica        | 4 - 0   | Messico           | Heredia 27.07 |

| Classifica finale | Pt | G | V | N | P | GF | GS | DR  |
| ----------------- | -- | - | - | - | - | -- | -- | --- |
| Costa Rica        | 9  | 3 | 3 | 0 | 0 | 23 | 2  | +21 |
| Messico           | 6  | 3 | 2 | 0 | 1 | 12 | 13 | -1  |
| Trinidad & Tobago | 3  | 3 | 1 | 0 | 2 | 12 | 16 | -4  |
| Suriname          | 0  | 3 | 0 | 0 | 3 | 10 | 26 | -16 |

## Girone B
|             | Risult. |             | Città e data  |
| ----------- | ------- | ----------- | ------------- |
| Stati Uniti | 2 - 2   | Panama      | Heredia 24.07 |
| Guyana      | 3 - 10  | Cuba        | Heredia 24.07 |
| Stati Uniti | 6 - 0   | Guyana      | Heredia 26.07 |
| Cuba        | 2 - 0   | Panama      | Heredia 26.07 |
| Panama      | 8 - 3   | Guyana      | Heredia 28.07 |
| Cuba        | 1 - 1   | Stati Uniti | Heredia 28.07 |

| Classifica finale | Pt | G | V | N | P | GF | GS | DR  |
| ----------------- | -- | - | - | - | - | -- | -- | --- |
| Cuba              | 7  | 3 | 2 | 1 | 0 | 13 | 4  | +9  |
| Stati Uniti       | 5  | 3 | 1 | 2 | 0 | 9  | 3  | +6  |
| Panama            | 4  | 3 | 1 | 1 | 1 | 10 | 7  | +3  |
| Guyana            | 0  | 3 | 0 | 0 | 3 | 6  | 24 | -18 |

## Semifinali
|            | Risult. |             | Città e data  |
| ---------- | ------- | ----------- | ------------- |
| Cuba       | 5 - 4   | Messico     | Heredia 30.07 |
| Costa Rica | 0 - 4   | Stati Uniti | Heredia 30.07 |

## Finale 3º-4º posto
|         | Risult. |            | Città e data  |
| ------- | ------- | ---------- | ------------- |
| Messico | 5 - 12  | Costa Rica | Heredia 31.07 |

## Finale
|      | Risult. |             | Città e data  |
| ---- | ------- | ----------- | ------------- |
| Cuba | 0 - 2   | Stati Uniti | Heredia 31.07 |

| Qualificate al mondiale | Stati Uniti | Cuba |
| ----------------------- | ----------- | ---- |